# Palacio de las Cadenas
El palacio de Vázquez de Molina, o de las Cadenas, es un palacio renacentista de la ciudad española de Úbeda, en la provincia de Jaén. Está situado en la plaza Vázquez de Molina y es sede del Ayuntamiento desde 1850. En su cava baja está instalado el Centro de Interpretación del Renacimiento. Forma parte del conjunto monumental renacentista de Úbeda, que junto con el de Baeza, fue declarado Patrimonio de la Humanidad por la Unesco en 2003. Tiene también el estatus de Bien de Interés Cultural.
El inmueble, construido por Juan Vázquez de Molina en el siglo XVI, es conocido como Palacio de las Cadenas, según algunos por las cadenas que rodean su lonja. Todo parece indicar que su toponimia deriva de la advocación que recibió el inmueble tras reconvertirse en el convento dominico de Madre de Dios de las Cadenas.
Según otros autores, el simbolismo y apelativo de "las cadenas" remite a una rancia tradición castellana, ya que hay casas y palacios llamados de las cadenas por toda su geografía, remitiendo a los privilegios o alto rango del señor de la casa, cuya jurisdicción podía considerarse de similar rango al Real.

## Historia
Juan Vázquez de Molina, sobrino de primos hermanos de Francisco de los Cobos y secretario de estado de Felipe II de España lo mandó construir como residencia particular. Las obras del palacio se realizaron entre 1546 y 1565, cuando su promotor compró varias fincas urbanas a la ciudad, entre ellas la cárcel vieja, para ser convertidas con posterioridad en solar.
En los últimos años de la vida de Juan Vázquez, una cuarta parte del palacio fue residencia particular y de su servicio; a su muerte, este espacio continuó reservado a los futuros patronos del edificio y el resto a monasterio de religiosas dominicas; denominado convento de Madre de Dios de "Las Cadenas".  Se reformó para adaptarlo a convento, y se completó una prodigiosa decoración mural, que aún se conserva en parte. En 1873, después de la desamortización, se convirtió en el Consistorio municipal.
Fue declarado monumento histórico-artístico, perteneciente al Tesoro Artístico Nacional, el 3 de junio de 1931, mediante un decreto publicado en la Gaceta de Madrid con la rúbrica del presidente provisional de la república Niceto Alcalá-Zamora y del ministro de Instrucción Pública y Bellas Artes Marcelino Domingo y Sanjúan. En la actualidad cuenta el estatus de Bien de Interés Cultural.

## Descripción
De estilo renacentista, fue proyectado por el arquitecto Andrés de Vandelvira, que se tomó la libertad de plantear este palacio a modo de casa romana, totalmente exento, creando toda su estructura alrededor de un gran patio con fuente en su centro. En este patio se combina el mármol blanco estilo genovés de las columnas, con la piedra dorada y las bóvedas blanqueadas, creando una imagen policroma más propia de la Florencia renacentista. 

### Exterior
Su impresionante fachada está dividida en tres cuerpos horizontales y siete calles verticales de diferente anchura apenas perceptible para lograr cierto efecto óptico de solidez. La segunda planta está formada por balcones con frontones y en la tercera encontramos ojos de buey. El tercer cuerpo presenta en sus tramos ojos de buey, préstamo directo de Pedro de Machuca y su palacio de Carlos V en la Alhambra. Este cuerpo está coronado por una atrevida cornisa muy volada. Para contrarrestar el peso en las esquinas de tan enormes molduras, su constructor sitúa dos esbeltas y bellas linternas en los ángulos, lo que confiere al diseño gracia excepcional y firmeza, siendo apreciable la influencia de Esteban Jamete en los atlantes y cariátides que adornan el ático y el gran alero. 

### Interior

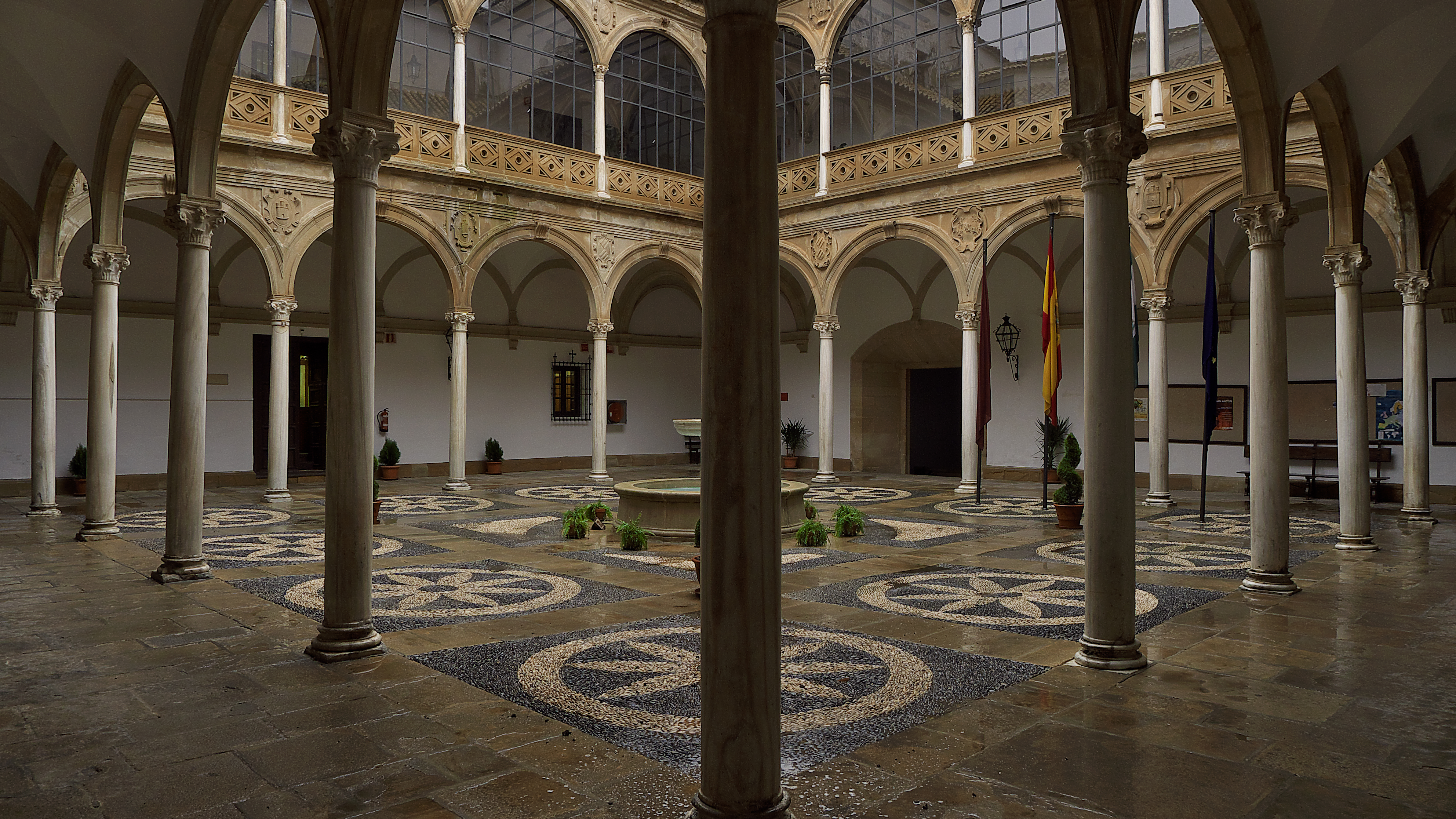
Patio interior

Al cruzar la entrada principal, se adentra en un amplio vestíbulo. A continuación aparece el patio. Al modo clásico mediterráneo, el patio estructura la distribución interna de las dependencias. En la parte posterior tiene otra entrada (daba al carmen y huerto del palacio), creada en el siglo XX, que se suele usar como acceso al Ayuntamiento actual. Cuenta con unas cadenas que delimitan la hermosa lonja de la parte delantera y a las que debe su nombre. Custodian la entrada a la lonja 2 magníficos leones de piedra.
El Salón de Plenos, de recio gusto decimonónico, está decorado con lienzos del pintor ubetense José Tamayo. En su antesala, o Salón de Permanentes, una hermosa tabla gótica de la Virgen de los Remedios (que muy bien podríamos definir como la Virgen de los Fueros Municipales), trasladada desde la antigua Plaza de Toledo.
Otras obras de interés existentes en el edificio son un lienzo de Blas Muñoz, representando a San Francisco (procedente del Museo del Prado), un retrato de Isabel II, pintado por Esquivel, varias copias italianas, mobiliario del siglo XVI, etc.
La fachada baja está hermosamente ornada por vítores, dibujados por los más célebres personajes de la época en su conmemoración.

## Cámara del Archivo Histórico del Concejo de Úbeda
Bajo un magnífico artesonado mudéjar, el vasto espacio de la última planta del palacio, es la cámara donde se aloja el valioso archivo civil ubetense.
El Archivo Municipal de Úbeda surge, sin necesidad de una norma específica de creación, a partir de la conquista definitiva de la ciudad por Fernando III en 1233. La mera existencia del concejo ubetense, con las capacidades jurídicas para intervenir en la vida social, política y económica de la comunidad fijadas en su Fuero, genera una actividad de naturaleza esencialmente jurídica y administrativa que, documentada por escrito, constituye el origen del Archivo.
Esta colección diplomática, junto con el resto de los documentos medievales y escribanías, es una fuente importantísima para el estudio no solo de la actividad en la ciudad de Úbeda, sino de todo el Alto Guadalquivir y, en alguna medida, de todo El Andalucía cristiano. No hay que olvidar que Úbeda fue, junto con Sevilla, Córdoba y Baeza una de las 4 ciudades mayores del Andalucía, así llamadas en el momento de la Reconquista.